# زعرتا
زعرتا هي إحدى القرى المحتلة والمدمرة التابعة لمركز مسعدة التابع لمحافظة القنيطرة في هضبة الجولان بجنوب غرب سوريا.
تتبع ناحية مسعدة (429ن عام 1967- 658م). تقوم على الحافة الغربية لهضبة الجولان، في أراضي ذات تربة بركانية، مشرفة على سهل الحولة، تقع جنوب وادي حلاوة، وشرق خط التابلاين، على بعد 18 كم إلى الغرب من مدينة القنيطرة، تقوم فيها زراعة الحبوب بعلاً، والخضار والأرز ريّاً، وتربى فيها الأبقار والأغنام، تشرب من مياه الينابيع المحلية، تتبعها مزرعة واحدة هي مزرعة البارقيّات.